# استخوان نخودی
استخوان نُخودی یا پیزیفورم (به انگلیسی: Pisiform) استخوانی کوچک به شکل نخود در مچ دست انسان است. این استخوان کوچک در قسمت داخلی (مدیال) ردیف پروگزیمال استخوانهای مچ دست قرار دارد.
استخوان نخودی یک استخوان کنجدی(سزاموئید) محسوب میشود که در تاندون فلکسور کارپی اولناریس قرار دارد.
استخوان‌های ردیف فوقانی (پروگزیمال) مچ دست از سمت خارج به داخل عبارتنداز:
- ناوی (اسکافوئید)
- هلالی (لونیت)
- هرمی (تریکتروم)
- نخودی (پیزیفورم)

## نگارخانه

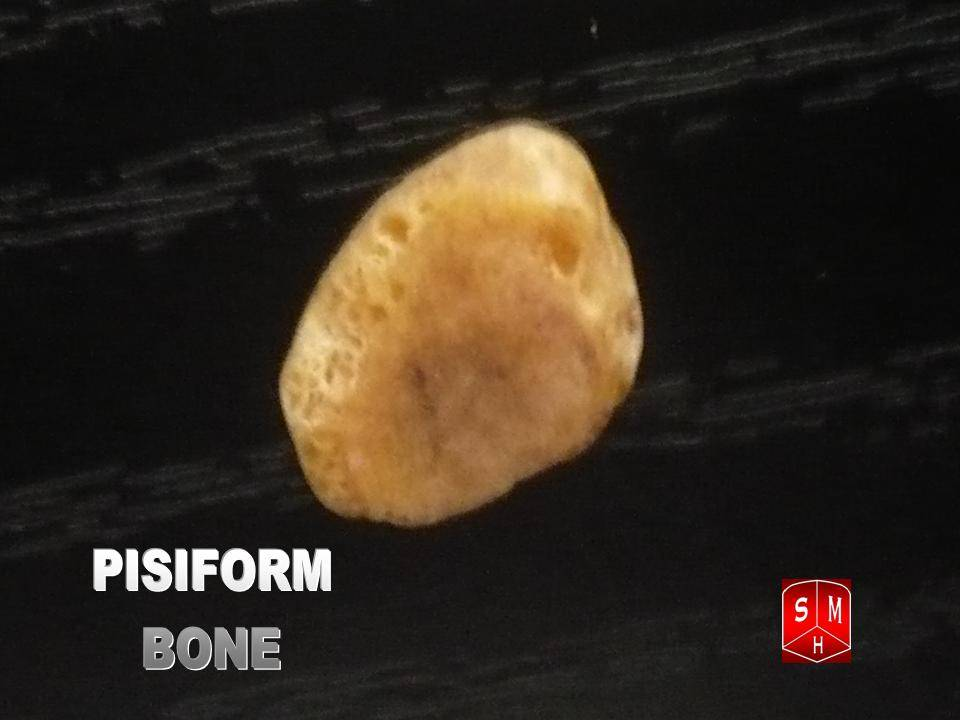
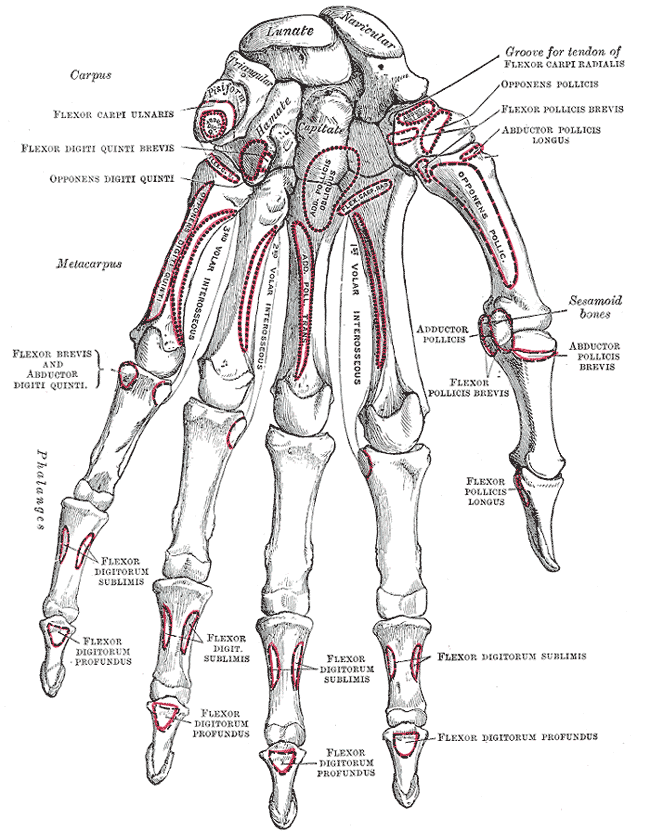
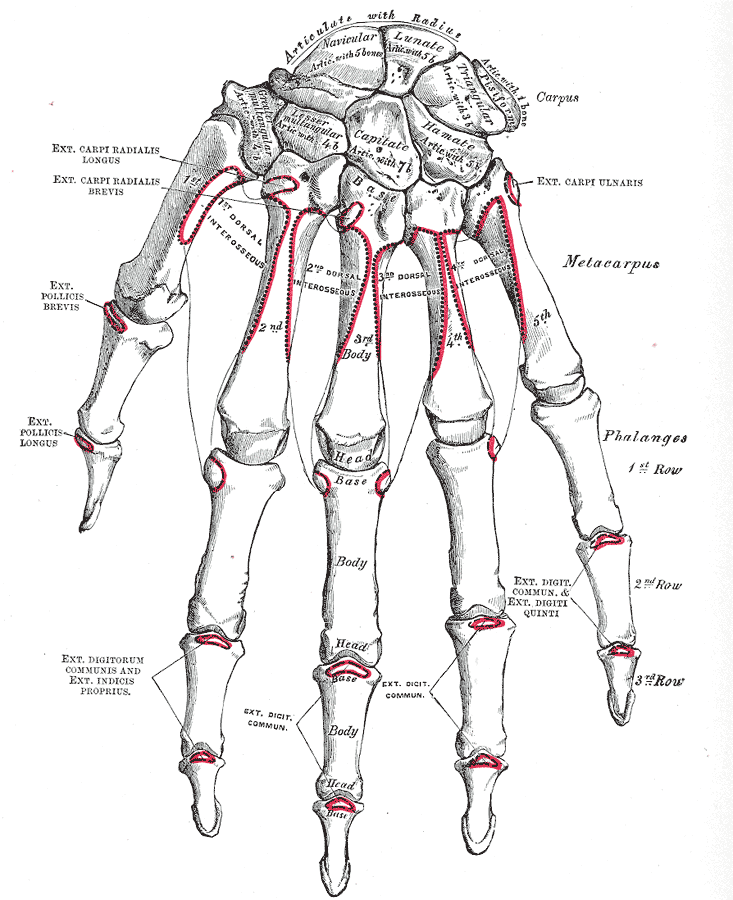
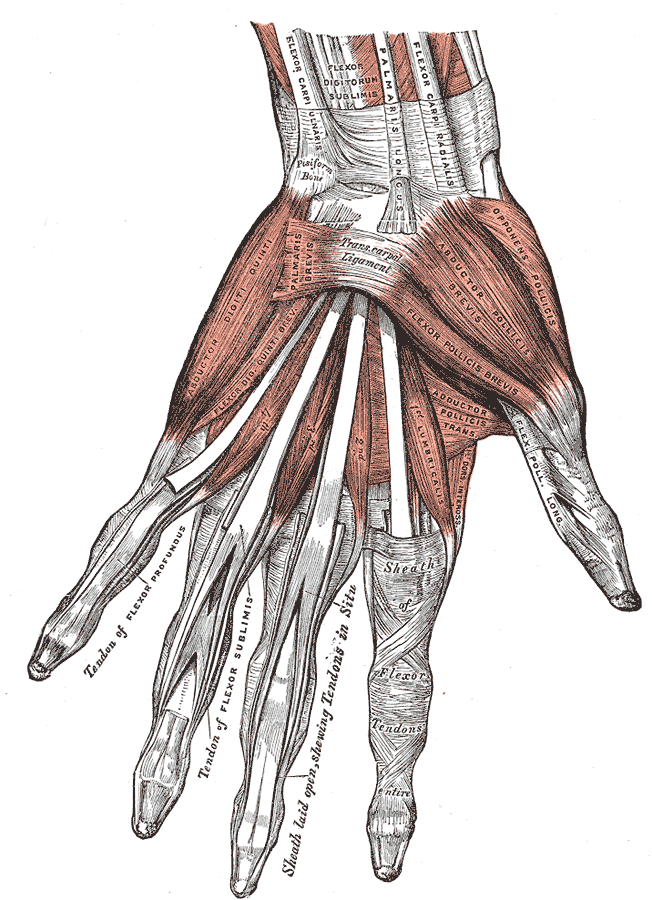
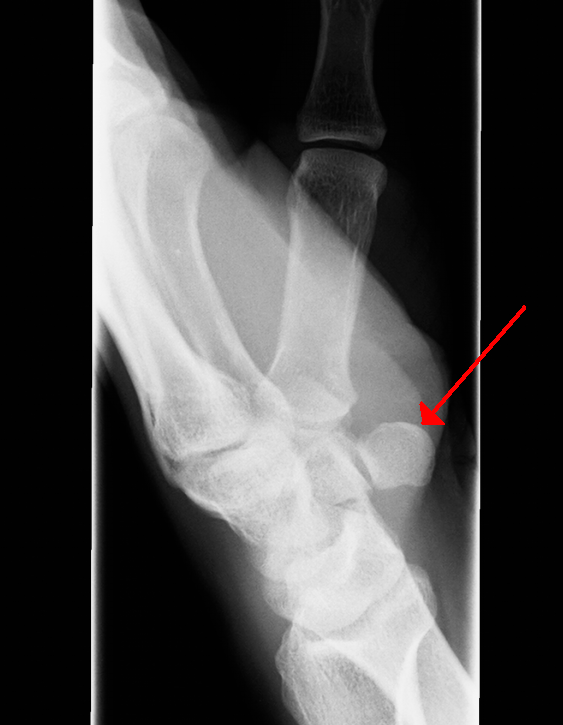